# 20271 Allygoldberg
20271 Allygoldberg è un asteroide della fascia principale. Scoperto nel 1998, presenta un'orbita caratterizzata da un semiasse maggiore pari a 2,2077687 UA e da un'eccentricità di 0,0409732, inclinata di 2,28345° rispetto all'eclittica.
L'asteroide è dedicato ad Allyson Molly Goldberg, finalista dell'edizione 2004 del Intel Science Talent Search.